# Mitoszóma
A mitoszóma az egysejtű eukarióta szervezetek némelyikében megtalálható, kettős membránba burkolt sejtszervecske. Csak a közelmúltban találták meg és adtak nevet neki, funkcionalitását még nem teljesen ismerjük. Kezdetben „crypton”-nak is nevezték, de ez az elnevezés már nem használatos.
Mitoszómát kizárólag anaerob vagy mikroaerofil életmódú élőlényekben találtak, melyek nem rendelkeztek mitokondriummal. Ezek nem képesek energiához jutni oxidatív foszforilációval, ami általában a mitokondrium feladata. A mitoszómát elsőként az emberi vastagbélben élősködő Entamoeba histolytica amőbában fedezték fel. Később azonosították őket a kisspórás gombák több fajában és a Giardia intestinalisban.
Szinte teljes bizonyossággal kijelenthető, hogy a mitoszómák a mitokondriumból erednek. Azokhoz hasonlóan kettős membránjuk van, és a legtöbb fehérje aminosavakból álló célba juttató szekvenciáinak segítségével jut el hozzájuk. A célba juttató szekvencia hasonló a mitokondriuméhoz és a valódi mitokondriális előszekvenciák eljuttatják a fehérjéket a mitoszómákba is.. Több, a mitoszómákhoz köthető fehérjéről mutatták már ki, hogy szorosan köthetők a mitokondriumokhoz vagy a hidrogenoszómákhoz (amiket szintén elcsökevényesedett mitokondriumoknak tartanak).
Jelenlegi tudásunk szerint a mitoszómáknak valószínűleg a vas-kén komplex szintézisében van szerepük, mivel nem találhatók meg bennük a főbb mitokondrium-funkciókhoz (aerob légzés, a hem szintézise) köthető fehérjék, a vas-kén komplex szintéziséhez szükséges frataxin, cisztein-deszulfuráz, Isu1 és a mitokondriális Hsp70 viszont igen.
A mitokondriumokkal ellentétben a mitoszómák nem tartalmaznak géneket. A mitoszóma-komponensek génjeit a sejtmag genomja tartalmazza. Egy korábbi tanulmány DNS-t vélt felfedezni ebben a sejtszervecskében, ám az újabb kutatások erre rácáfoltak.
Formiát- és metilfolát-származékokat is szintetizálhat.